# Shalom Shabazi
Shalom Shabazi, född 1619 i Najd al-Walid, död cirka 1720 i Taizz, var en judisk rabbin och poet som levde i 1600-talets Jemen, ofta kallad ”Jemens nationalskald”. Han var son till Yosef ben Avigad, från Mashtā-familjen.

## Liv och verk
Shabazi föddes år 1619 i staden Najd al-Walid.  Han hävdade att han härstammade från Sera, son till Juda. Efter fadern Yosef Mashtas död flyttade Shalom till det lilla samhället Shabaz, i näerheten av staden Taizz.
Där byggde han ett bönehus och ett rituellt bad (mikve) utanför staden, vid foten av berget Jebel Ṣabir. År 1679 förvisades Shabazi och hans familj, tillsammans med majoriteten av Jemens judar. Liksom många i sin samtid påverkades han av Shabbetai Zevi och trodde att han kunde vara Messias.  och trodde att denne kunde vara Messias. Shabazi dog omkring år 1720 och begravdes i Ta'izz vid foten av Jebel Sabir. Under tidigt 1900-tal blev hans grav ett pilgrimsmål för både judar och muslimer, särskilt de som sökte läkning.
Hans far, Yosef ben Abijad ben Khalfun, var även han rabbin och poet. Shabazis bevarade diktverk, ett divan med omkring 550 dikter, publicerades för första gången av Ben-Zvi-institutet år 1977. Han skrev på hebreiska, arameiska och judisk-arabiska. Shabazis andra verk inkluderar en avhandling om judisk astrologi, en kabbalistisk kommentar till Toran och ett verk med titeln Sefer ha-Margalith. Han har kallats för "Jemens Shakespeare".
Han skrev en Torahkommentar kallad ''Hemdath Yamim'' ("Ljuva dagar"). Hans andliga ledarskap var avgörande för jemenitiska judars överlevnad under en av de svåraste förföljelseperioderna i deras historia. I Jemen kallades han ofta "Mori", ett hedersepitet för andliga lärare. Shabazi skrev en kinah (klagosång) att läsas under nionde Av till minne av förvisningen till öknen Mawza år 1679, där 20 % av de förvisade judarna dog.[källa behövs]
Hans diwan innehåller även referenser till "huvudbonadsdekretet" från 1667. ett förnedrande påbud riktat mot judar. Shabazis poesi har blivit en central del av jemenitisk-judisk kultur och andlighet.
Enligt en nyhetsartikel från 2008 försöker den israeliska regeringen och överrabbinatet att föra rabbi Shabazis kvarlevor till Israel. Många av hans dikter innehåller utarbetade detaljerade föraningar om att återvända till Israel, med sitt folk.

## Poesi
Ingen annan jemenitisk judisk poet har haft samma folkliga genomslag som Shalom Shabazi. Han skrev hundratals dikter under sin livstid, varav ett stort antal bevarats i en sångrepertoar kallad Diwan. Dikterna är skrivna på hebreiska, judeo-arabiska eller en kombination av båda. Hans arabiska stil liknar den samtida jemenitiska poesin i övrigt.
Enligt professor emeritus Yosef Tobi inleddes en poetisk revolution i jemenitisk judisk kultur under 1600-talet, där Shabazis verk representerar en kulmen: poesi blev ett verktyg för andlig överlevnad och uttryck för exilens och återlösningens längtan.
Shabazis diwan innehåller många eskatologiska dikter som börjar med orden ''Baraq burayq'', ett tecken på övernaturliga händelser och messianska förväntningar. Hans dikter bär vittnesbörd om förföljelse, religiöst hopp och inre styrka. Endast omkring 850 av de uppskattningsvis 15 000 dikter han skrev har överlevt till vår tid.
I Shabazis Diwan kan man hitta många långa eskatologiska dikter, numrerade till flera dussin, och som inleds med orden Baraq burayq, eller med sammansättningar som liknar dem, som sägs vara ett tecken på någon övernaturlig händelse, som ett av tecknen som förebådar Messias ankomst. Grundaren av dessa genrer av poetiska visioner om återlösning är Yosef ben Yisrael i vars fotspår följde många poeter, inklusive Shabazī som sägs ha förfinat den. Ett exempel på Shabazis sublima poetiska stil, ses i följande lyrik även om rimmen har gått förlorad i översättningen (översatt till engelska):
| ” | May God watch from His sacred abode and smite / all the enemies of His people in the blink of an eye. Herewith God rises and stands on a plumbline [to judge the oppressors] / He shall let them drink a cup of venom, but not wine. Destroying angels shall hasten towards them, to smite / them with Heavenly arrows and with weapons of war. Turn back, O Zion, and see the consolation of your son / when Cain is given to annihilation. My Saviour, summon a day when I shall unsheathe my sword and smite / them, all that are comely and pleasant to look upon. | „ |

## I populärkulturen
Shabazis dikt "Im Nin'alu " (אם ננעלו) blev en internationell hit genom sångerskan Ofra Haza som hade jemenitisk bakgrund. Dikten har även tolkats av Daklon. Andra sånger, såsom "As'alak" (أسألك) och Ayyalath Hen, har tolkats av Ofra Haza, Zion Golan, Aharon Amram och Shoshana Damari.
Hans dikt "Ahavat Ra'aya Retzoni" har sjungits av Zohar Argov. Det israeliska metalbandet Orphaned Land har tonsatt hans dikt ''Olat Ha'tamid''.
I dag finns det gator uppkallade efter honom i Israel i Nachlaot- kvarteret i Jerusalem och Neve Tzedek-kvarteret i Tel Aviv.